# Макклауд, Скотт
Скотт Макклауд (англ. Scott McCloud, имя при рождении — Скотт Маклауд (англ. Scott McLeod); род. 10 июня 1960, Бостон, США) — американский художник, комиксист, автор книг по теории комикса «Понимание комикса» (1993), «Переизобретение комикса» (2000), «Создание комикса» (2006), а также графического романа «Скульптор» (2015).

## Ранняя жизнь
Скотт Макклауд родился в семье инженера и изобретателя Уилларда Уайса и Патрисии Беатрис Макклауд и провёл большую часть детства в Лексингтоне (штат Массачусетс). Он решил стать автором и художником комиксов в 1975 году, на первом году обучения в старшей школе.
Карьерной цели была наиболее близка программа для иллюстраторов в Сиракузском университете. Он выбрал это направление и выпустился со степенью бакалавра изящных искусств в 1982 году.

## Карьера

### Художник и теоретик
Макклауд создал беззаботную супергероическую комикс-серию Zot! с элементами научной фантастики в 1984 году, отчасти в качестве реакции на всё более мрачное направление, которое принимали супергероические комиксы в 80-х годах.
Другие его напечатанные комиксы:
- Destroy!! (преднамеренно чрезмерно большой и крупномасштабный комикс, выпущенный одним изданием и мыслящийся как пародия на драматические супергероические файтинги)
- графический роман «Новые приключения Абрахама Линкольна» (созданная при помощи смеси графики от руки и компьютерной),
- 12 выпусков о комиксах DC,
- трёхтомное лимитированное издание серии Superman:Strength,
- графический роман «Скульптор», выпущенный в 2015 году.

«Аристотелем» комиксов его называют за теоретические работы в этой сфере:
- «Понимание комикса» (1993) — обширное исследование определения, истории, вокабуляра и методов, используемых в среде комикса
- «Переизобретение комикса» (2000) — здесь изложено 12 «революций», которые, по его словам, будут ключевыми в развитии комикса как популярной и креативной площадки
- «Создание комикса» (2006)

После публикации трудов он уезжал в тур со своей семьёй, который включал более чем 50 штатов Америки.
Он также был советником BitPass, компании, которая предоставляла онлайн-систему микроплатежей, которую он помог начать с публикации The Right Number, онлайн-графической новеллы по цене 0,25 доллара США за каждую главу. Макклауд поддерживает активное онлайн-присутствие на своём веб-сайте, где он публикует многие из своих текущих экспериментов с комиксами, выпущенными специально для Интернета. Среди методов, которые он исследует, — это «бесконечное полотно», разрешённое веб-браузером, позволяющее пространственно размещать панели в виде невозможного в конечном, двумерном, выгружаемом формате физической книги.
Он является автором комикса, который был опубликован в качестве пресс-релиза для веб-браузера Google Chrome 1 сентября 2008 года.
Макклауд принял участие в фильме «Карикатурист» — документальном фильме о жизни и творчестве Джеффа Смита, создателя комикса Bone.

### 24-часовой комикс
В 1990 году Макклауд придумал идею 24-часового комикса — полного 24-страничного комикса, созданного одним художником в течение 24 часов подряд. Это был совместный челлендж с комиксистом Стивом Бисеттом, направленный на то, чтобы добиться творческой отдачи без самоудерживания.
С тех пор тысячи комиксистов подхватили вызов, в том числе Нил Гейман, Кевин Истмен, один из создателей героев «Черепашек-ниндзя» и т. д.

## Техника и материалы
Хотя Макклауд делает свои наброски карандашом, оставшуюся часть работы он переносит в цифровой вид, объясняя это в «Создании комикса» тем, что он не использовал традиционные материалы, например, бристольскую доску, ручки и кисти в течение многих лет. После наброска слоёв, которые, по его словам, «довольно жёсткие» и включают полный сюжет, он сканирует их в 18-дюймовый монитор компьютера. Далее он экспортирует файлы в Adobe Illustrator.